# Kerabedarf
Kerabedarf var en tillverkare av ugnar (tunnelugnar) för keramiktillverkning. Bolaget går tillbaka till Keramische Industrie-Bedarf AG i Meissen. Ingenjören Paul Gatzke utvecklade en tunnelugnstyp som fick namnet Kerabedarf. 
1929 köptes bolaget av Deutsche Ton- und Steinzeugwerke och flyttades till Berlin. Gatzke fortsatte utveckla tunnelungar och tog 1937 över bolaget som fick namnet Keramische Industrie-Bedarfs KG men var känt under varumärket Kerabedarf. Bolaget hade sitt huvudkontor i Kera-Haus. AB Gustavsbergs sanitetsporslinsfabrik som byggdes 1938-39 planerades av Kerabedarf och bolaget levererade även Gustavsbergs gaseldade tunnelugnar 1934-35.